# Маи Нарва
Маи Нарва (на естонски: Mai Narva) е естонска шахматистка, международен майстор за девойки през 2014 г.

## Биография
Родена е на 22 октомври 1999 година в Талин в семейство на потомствени шахматисти. Внучка е на естонския шахматист и шампион на Естония за 1978 година Борис Ръйтов и международната гросмайсторка по кореспондентен шах Мерике Ръйтова (по баща Кунингас). Баща ѝ Яан Нарва е ФИДЕ майстор от 2004 година, а майка ѝ Регина Нарва (по баща Ръйтова) е ФИДЕ майстор от 2007 година. Сестра ѝ Трийн Нарва, също е шахматистка. Маи учи в езиковата гимназия „Густав Адолф“ в Талин.
Печели 2 пъти Естонското първенство по шахмат за жени: през 2014 и 2016 г. (след плейофи). През 2013 година тя печели сребърен медал на Естонския женски шампионат и през 2015 година споделя второто място на Естонското открито първенство по шах.
През 2014 година печели 24-тото Европейско първенство по шахмат за юноши и девойки (в категория девойки, до 16 години) в Батуми. Същата година играе на първа дъска в 41-вата шахматна олимпиада, проведена в Тромсьо (+6 −4 =1).
През 2015 година става член на естонския национален отбор до 18 години, който печели 15-о европейско отборно първенство за юноши и девойки (в категория девойки до 18 години), проведен в Карпач.